# Guarda (distrikt)

Guarda distrikt i Portugal

Distrito da Guarda är ett av Portugals 18 distrikt vars residensstad är Guarda.

## Geografi
Distriktet ligger i norra Portugal.
Distriktet har 173 716 invånare och en yta på 5 518 km².

## Kommuner
Guarda distrikt omfattar 14 kommuner.

- Aguiar da Beira
- Almeida
- Celorico da Beira
- Figueira de Castelo Rodrigo
- Fornos de Algodres
- Gouveia
- Guarda
- Manteigas
- Mêda
- Pinhel
- Sabugal
- Seia
- Trancoso
- Vila Nova de Foz Côa